# 亚洲公路78号线
亚洲公路78号线（英語：Asian Highway 78），编号為，是亞洲公路網系統中一条全长1,076公里的公路，从土库曼斯坦的阿什哈巴德，至伊朗的克尔曼。

## 土库曼斯坦
- 阿什哈巴德 - Chovdoan Pass

## 伊朗
- 875号公路: Bajgiran（英语：Bajgiran） - 古昌 - 萨卜泽瓦尔
- 87號公路: 萨卜泽瓦尔 - Bajestan（英语：Bajestan）
- 91號公路: Bajestan（英语：Bajestan） - 費爾道斯 - 克尔曼